# History (One Direction)
History è un singolo del gruppo musicale britannico One Direction, pubblicato il 5 febbraio 2016 come quarto estratto dal quinto album in studio Made in the A.M..

## Video musicale
Il video musicale è stato pubblicato il 26 gennaio 2016 attraverso il canale Vevo del gruppo. Esso mostra un collage dei vari videoclip pubblicati dal gruppo durante la loro carriera (alcuni di questi includono anche l'ex membro Zayn Malik), ma anche alcune scene in cui i quattro componenti cantano il brano. Al termine del video i membri si allontanano salutandosi, ognuno in una direzione diversa: tale scena è stata interpretata come una conferma della separazione definitiva degli One Direction, tuttavia i registi del video hanno spiegato che l'idea iniziale era quella di far riunire i componenti alla fine del video e che «la scena finale non avrebbe dovuto far sembrare solo che prendessero direzioni diverse, era una specie di "ci rivediamo tra poco, ragazzi"».

## Classifiche

### Classifiche settimanali
| Classifica (2016) | Posizione massima |
| ----------------- | ----------------- |
| Australia         | 29                |
| Austria           | 17                |
| Belgio (Fiandre)  | 46                |
| Belgio (Vallonia) | 75                |
| Canada            | 64                |
| Francia           | 54                |
| Germania          | 77                |
| Irlanda           | 8                 |
| Italia            | 7                 |
| Nuova Zelanda     | 19                |
| Paesi Bassi       | 72                |
| Regno Unito       | 6                 |
| Spagna            | 31                |
| Stati Uniti       | 65                |
| Svezia            | 63                |
| Svizzera          | 52                |

### Classifiche di fine anno
| Classifica (2016) | Posizione |
| ----------------- | --------- |
| Islanda           | 26        |